# 차리스마
커리스마(CHARISMA)는 대한민국의 7인조 걸 그룹이다.

## 멤버
| 이름   | 소개                                                                                     |
| ------ | ---------------------------------------------------------------------------------------- |
| 영희   | - 본명 : 반영희 - 생년월일 : 2004년 4월 17일(21세) - 출생지 : 중화민국 가오슝시          |
| 조안나 | - 본명 : 조윤지 - 생년월일 : 2004년 5월 25일(20세) - 출생지 : 대한민국 경기도 고양시     |
| 환아   | - 본명 : 송환아 - 생년월일 : 2004년 9월 26일(20세) - 출생지 : 대한민국 인천광역시 남동구 |
| 수경   | - 본명 : 이수경 - 생년월일 : 2004년 10월 14일(20세) - 출생지 : 대한민국전라북도          |
| 다연   | - 본명 : 고다연 - 생년월일 : 2005년 1월 24일(20세) - 출생지 : 대한민국서울동대문         |
| 미카   | - 본명 : 미카 너자왁타 - 생년월일 : 2005년 5월 25일(19세) - 출생지 : 태국방콕            |
| 강연   | - 본명 : 강시연 - 생년월일 : 2006년 1월 7일(19세) - 출생지 : 대한민국인천광역시          |